# Novo Selo, Veliko Tărnovo
Novo Selo (în bulgară Ново Село) este un sat în comuna Veliko Tărnovo, regiunea Veliko Tărnovo,  Bulgaria. 

## Demografie
Componența etnică a satului Novo Selo
     Bulgari (50,16%)
     Turci (21,93%)
     Romi (1,12%)
     Nicio identificare (26,77%)
La recensământul din 2011, populația satului Novo Selo era de 620 locuitori. Din punct de vedere etnic, majoritatea locuitorilor (50,16%) erau bulgari, existând și minorități de turci (21,93%) și romi (1,12%). Pentru 26,77% din locuitori nu este cunoscută apartenența etnică.